# Víðidalshnúkur
Víðidalshnúkur är en bergstopp i republiken Island. Den ligger i regionen Norðurland eystra, 290 km nordost om huvudstaden Reykjavík. Toppen på Víðidalshnúkur är 561 meter över havet.
Trakten runt Víðidalshnúkur är nära nog obefolkad, med mindre än två invånare per kvadratkilometer. Närmaste större samhälle är Reykjahlíð, nära Víðidalshnúkur. Trakten runt Víðidalshnúkur består i huvudsak av gräsmarker.